# Dani Balbi
Dani Balbi (Río de Janeiro, 3 de abril de 1989) es una profesora, guionista y política brasileña. Fue elegida diputada estadual por Río de Janeiro en las elecciones de 2022 con 65.815 votos, compitiendo por el PCdoB, al que está afiliada desde los 16 años. Con la victoria, se convirtió en la primera parlamentaria transexual de la Asamblea Legislativa del Estado de Río de Janeiro.
Balbi tiene un doctorado en Ciencias Literarias de la Universidad Federal de Río de Janeiro (UFRJ), y también fue la primera profesora transexual de la UFRJ. Se declara defensora de la educación pública, los derechos LGBT, la valorización de la periferia y la lucha antirracista.